# Conclave de 1740
O Conclave de 1740 (18 de fevereiro a 17 de agosto), convocado após a morte do Papa Clemente XII em 6 de fevereiro de 1740, foi um dos conclaves mais longos desde o século XIII.
O favorito inicial para suceder como papa, o idoso Pietro Ottoboni (1667-1740), decano do Colégio de Cardeais, morreu logo após o início do conclave, e os cardeais leais à Casa de Bourbon propuseram repetidamente Pompeo Aldrovandi, mas acabaram tendo aceitar que ele não conseguiu garantir dois terços dos votos.
Depois de seis meses, outros possíveis candidatos também fracassaram e Prospero Lambertini, arcebispo de Bolonh, cardeal desde 9 de dezembro de 1726, foi eleito. Ele tomou o nome de Papa Bento XIV.

## O conclave
O conclave começou em 18 de fevereiro de 1740, após o funeral de Clemente XII, e durou seis meses.
No início, apenas trinta e dois cardeais entraram no conclave, nos quais havia uma expectativa de que o idoso Pietro Ottoboni (1667-1740), cardeal por mais de cinquenta anos e decano do Colégio de Cardeais, fosse escolhido suceder Clemente XII. No entanto, a oposição a Ottoboni foi levantada por causa de seu relacionamento protetor com a França. Depois de alguns dias, ele ficou gravemente doente, deixou o conclave em 25 de fevereiro e morreu em 29 de fevereiro. O lugar de Ottoboni como Dean foi ocupado por Tommaso Ruffo, vice-decano do Colégio de Cardeais.
Quando mais cardeais chegaram a Roma e entraram no conclave, um grupo de franceses formou uma aliança com os austríacos e com os cardeais espanhóis de Nápoles e Toscana. Os cardeais leais aos Bourbons propuseram o nome de Pompeo Aldrovandi, mas ele não conseguiu garantir a maioria de dois terços necessária. Por quarenta dias, sua indicação foi votada sem sucesso antes de ficar claro que ele não poderia ser eleito.
Houve uma confusão considerável e prolongada, com uma série de nomes avançados, os quais não conseguiram encontrar o nível de suporte necessário. Após uma longa deliberação, o cardeal Lambertini , advogado canônico , foi proposto como candidato a um compromisso, e ele teria dito ao Colégio de Cardeais: "Se você deseja eleger um santo, escolha Gotti ; um estadista, Aldrovandi ; um homem honesto , mim". Isso parece ter ajudado sua causa, que também se beneficiou de sua reputação de aprendizado profundo, gentileza, sabedoria e conciliação em políticas.

## A eleição de Bento XIV

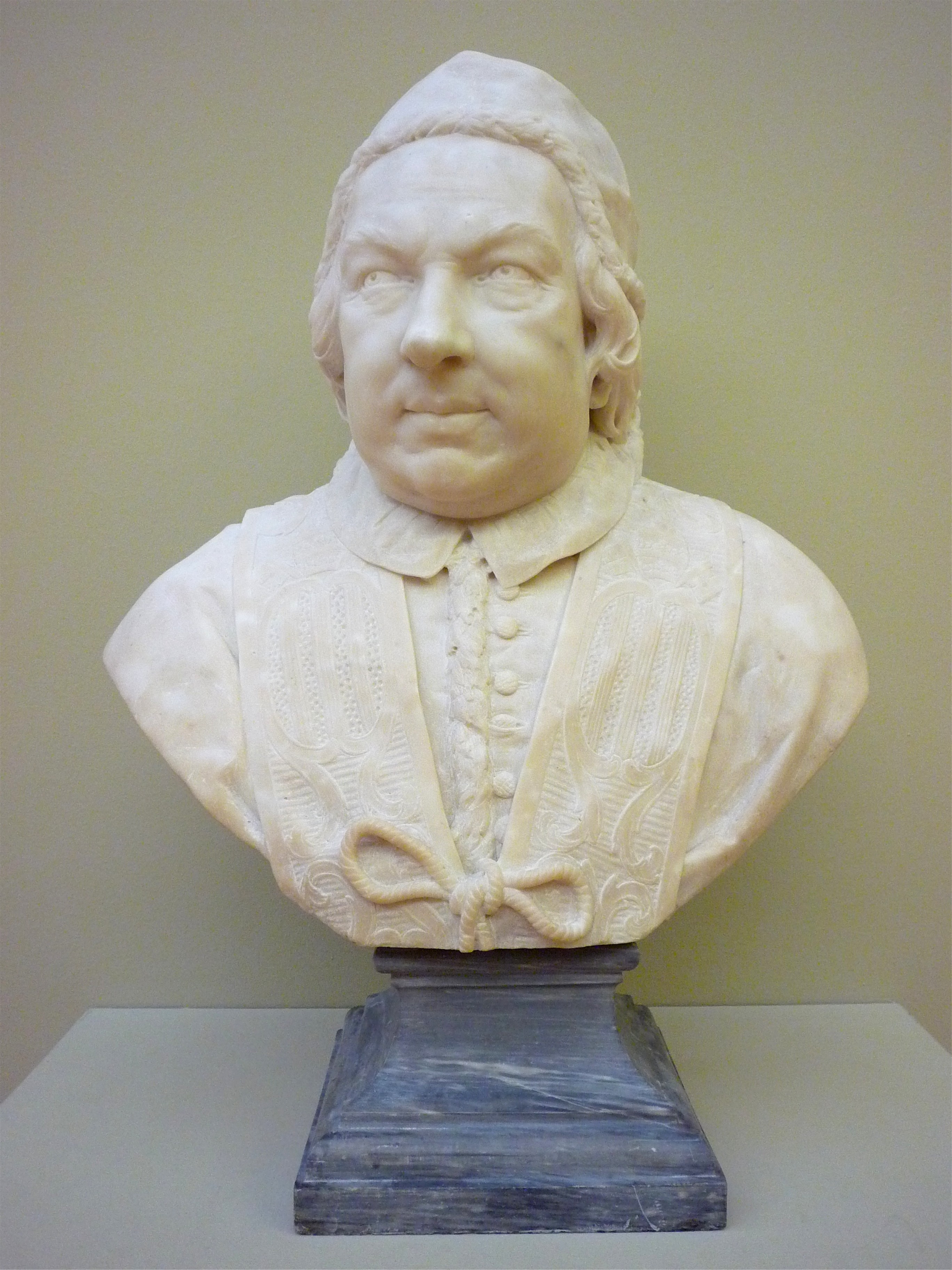
Bento por Pietro Bracci.

Nas palavras de um historiador, o Colégio dos Cardeais foi
"... demasiado sensíveis à sua própria fraqueza para se arriscarem a ofender os tribunais vizinhos. Por fim, eles se apegaram a um homem que pelo menos provavelmente não seria ofensivo, pois ele nunca havia se envolvido em assuntos diplomáticos em sua vida embaixador ou núncio, era Prospero Lambertini, natural de Bolonha.
Em 17 de agosto à noite, Lambertini foi eleito Papa , recebendo as cédulas de mais do que os necessários dois terços dos cinquenta e um cardeais presentes. Lambertini aceitou sua eleição e adotou o nome de Bento XIV em homenagem a seu amigo e padroeiro Papa Bento XIII.  Foi um dos conclaves mais longos, embora longe do mais longo.  Bento foi coroado alguns dias depois na galeria da Basílica do Vaticano .

## Outras testemunhas
Giovanni Angelo Braschi, mais tarde Papa Pio VI, participou do conclave enquanto ainda era leigo como assistente do cardeal Tommaso Ruffo.
O jovem Horace Walpole, que estava em Roma na época, tentou comparecer à coroação, mas desistiu porque achou a espera interminável. Ele escreveu a seu amigo e primo Henry Seymour Conway: "Sinto muito por ter perdido a visão da coroação do papa, mas devo ter ficado muito tempo vendo isso até ter idade suficiente para ser o próprio papa".